# 王大猷 (嘉靖丁未進士)
王大猷（1515年—？），字世升，號芑川，浙江海寧衛官籍，海鹽縣人，明朝政治人物。

## 生平
嘉靖十六年（1537年）丁酉科浙江鄉試第二十名舉人。嘉靖二十六年（1547年）中式丁未科會試第二百六十四名，登第三甲第一百六十六名進士。大理寺觀政，授中书舍人，升工部员外郎、广东、云南佥事。

## 家族
曾祖王珙，指揮使；祖父王鑒，指揮使；父王勇，指揮使。前母李氏；母沈氏。兄大邦（指挥使）、大政；弟大化。